# Liste de lieux nommés d'après des personnalités communistes
Cet article recense les lieux nommés d'après des personnalités communistes.

## Généralités
Au XXe siècle, les régimes de nombreux États communistes renomment un certain nombre de localités d'après des personnalités communistes, principalement des hommes politiques ou des révolutionnaires.
Après la chute des régimes communistes, à la fin des années 1980 et au début des années 1990, beaucoup de ces localités sont rebaptisées.

## Lieux

### Plusieurs pays

#### Meshadi Azizbekov
Meshadi Azizbekov (en) (1876-1918), révolutionnaire :
- Arménie :
  - Azizbekov, actuelle Aregnadem
  - Azizbekov, actuelle Vayk
  - Azizbekov, actuelle Zaritap

- Azerbaïdjan :
  - Azizbekovo, actuelle Basqal (en)
  - Əzizbəyov (en), Goranboy
  - Əzizbəyov, actuel Xəzər (en)
  - Əzızbəyov, actuelle Daylaqlı (en)
  - Əzizbəyov, actuelle Hacıməlik (en)

#### Georgi Dimitrov
Georgi Dimitrov (1882-1949), dirigeant de la république populaire de Bulgarie de 1946 à 1949 :
- Arménie :
  - Dimitrov

- Bulgarie :
  - Dimitrovgrad

- Russie :
  - Dimitrovgrad

- Serbie :
  - Dimitrovgrad

#### Félix Dzerjinski
Félix Dzerjinski (1877-1926), chef bolchevik :
- Arménie :
  - Imeni Dzerjinskogo, actuelle Aygevan

- Azerbaïdjan :
  - Dzerjinovka, actuelle İkinci Cabanı

- Biélorussie :
  - Dziarjynsk

- Russie :
  - Dzerjinsk

- Ukraine :
  - Dniprodzerjynsk, actuelle Kamianske

#### Friedrich Engels
Friedrich Engels (1820-1895), philosophe marxiste :
- Azerbaïdjan :
  - Engelskənd, actuelle İrmaşlı (en)

- Russie :
  - Engels

#### Ivan Fioletov
Ivan Fioletov (en) (1884-1918), chef bolchevik et commissaire de Bakou :
- Arménie :
  - Fioletovo

- Azerbaïdjan :
  - Fioletovka (en), Biləsuvar
  - Fioletovka (ms), Fizuli

#### Mikhaïl Frounze
Mikhaïl Frounze (1885-1925), dirigeant bolchevik :
- Azerbaïdjan :
  - Frunze, actuelle Hacırüstəmli (en)

- Kirghizistan :
  - Frunze, actuelle Bichkek

#### Youri Gagarine
Youri Gagarine (1934-1968), cosmonaute soviétique :
- Arménie :
  - Gagarine (en)

- Russie :
  - Gagarine

#### Gheorghe Gheorghiu-Dej
Gheorghe Gheorghiu-Dej (1901-1965), dirigeant de la République populaire roumaine de 1947 à sa mort :
- Roumanie :
  - Gheorghe Gheorghiu-Dej, actuelle Onești

- Russie :
  - Gueorguiou-Dej, actuelle Liski

#### Maxime Gorki
Maxime Gorki (1868-1935), écrivain :
- Arménie :
  - Maksim Gorki, actuelle Bovadzor

- Russie :
  - Gorki, actuelle Nijni Novgorod

#### Andreï Jdanov
Andreï Jdanov (1896-1948), homme politique soviétique :
- Arménie :
  - Jdanov (en)
  - Jdanov, actuelle Mayisyan

- Azerbaïdjan :
  - Jdanov, actuelle Beyləqan (en)

- Ukraine :
  - Jdanov, actuelle Marioupol
  - Jdanivka

#### Mikhaïl Kalinine
Mikhaïl Kalinine (1875-1946), dirigeant soviétique :
- Arménie :
  - Kalinine, actuelle Noramarg
  - Kalinino, actuelle Tachir
  - Poselok Imeni Kalinina (en)

- Azerbaïdjan :
  - Kalinine, actuelle Burunqovaq (en)
  - Kalininkend, actuelle Vurğun (en)
  - Kalinino

- Russie :
  - Kalinine, actuelle Tver
  - Kaliningrad

#### Kamo
Kamo (1882–1922), révolutionnaire géorgien :
- Arménie :
  - Kamo
  - Kamo, actuelle Gavar

- Azerbaïdjan :
  - Kamo (en)

#### Viktor Kingissepp
Viktor Kingissepp (1888-1922), homme politique :
- Estonie :
  - Kingissepa, actuelle Kuressaare

- Russie :
  - Kinguissepp

#### Sergueï Kirov
Sergueï Kirov (1886-1934), chef bolchevik :
- Arménie :
  - Kirov : actuelle Amrakits
  - Kirov : actuelle Taperakan
  - Kirovakan : actuelle Vanadzor
  - Kirovka : actuelle Mamai (en)
  - Imeni Kirova (en)

- Azerbaïdjan :
  - Kirov, actuelle Rəsulzadə
  - Kirov ou Kirovsk, actuelle İstisu (en)
  - Kirov (en), Samux
  - Kirov, autre nom de Hinshen
  - Kirovka (en), Biləsuvar
  - Kirorvka, actuelle Nağaraxana
  - Kirorvka, actuelle Yenikend
  - Kirovkend : actuelle Mircəlal (en)
  - Imeni Kirova : actuelle Bankə (en)
  - Imeni Kirova et Kirova : actuelle Yeni Suraxanı (en)
  - Kirovabad : actuelle Gandja
  - Kirovkənd et Kirovka : actuelle Həsənsu (en)
  - Kirovkənd : actuelle Ənvər Məmmədxanlı (en)

- Russie :
  - Kirov, oblast de Kirov
  - Kirovgrad, oblast de Sverdlovsk
  - Kirovsk, oblast de Mourmansk

- Ukraine :
  - Kirovohrad, actuelle Kropyvnytsky

#### Valerian Kouïbychev
Valerian Kouïbychev (1888-1935), homme politique soviétique :
- Arménie :
  - Kouïbychev, actuelle Haghartsin
  - Kouïbychev (en)

- Azerbaïdjan :
  - Kuybışev (en)
  - Kuybışev, actuelle Aran (en)
  - Kuybışev, actuelle Ölcələr (en)
  - Kuybışevkənd, actuelle Mollakamallı (en)

- Russie :
  - Kouïbychev, actuelle Samara
  - Novokouïbychevsk

#### Vladimir Ilitch Lénine
Vladimir Ilitch Oulianov, dit Lénine (1870-1924), est le fondateur de la Russie soviétique, premier régime communiste de l'histoire, débouchant sur la création de l'Union soviétique. En son honneur, de nombreuses localités ont porté son nom : Leninabad, Leningrad, Leninovo, etc. Certaines ont été renommées depuis la chute de l'Union soviétique en 1991. En outre, quasiment chaque ville de l'Union soviétique possédait une voie nommée d'après Lénine.

#### Karl Marx
Karl Marx (1818-1883), philosophe :
- Allemagne :
  - Karl-Marx-Stadt, actuelle Chemnitz

- Azerbaïdjan :
  - Marksovka, actuelle Xətai (en)

- Russie :
  - Marks

#### Viatcheslav Molotov
Viatcheslav Molotov (1890-1986), homme politique soviétique :
- Azerbaïdjan :
  - Molotov, actuelle Oktyabrkənd (en)

- Russie :
  - Molotov, actuelle Perm

#### Alexander Miasnikian
Alexander Miasnikian (1886-1925), révolutionnaire et homme politique arménien , dont le nom de guerre était « Martouni » :
- Arménie :
  - Martouni, ville
  - Martouni, communauté rurale
  - Myasnikyan

- Azerbaïdjan :
  - Martouni, région du Haut-Karabagh
  - Martouni, capitale de cette région
  - Martouni (en), Şəmkir

#### Grigory Ordjonikidze
Grigory Ordjonikidze (1886-1937), révolutionnaire et homme politique géorgien :
- Arménie :
  - Ordzhonikidze, actuelle Vahan

- Azerbaïdjan :
  - Orconikidze, actuelle Nərimankənd (en)
  - Orconikidze (en)

- Russie :
  - Ordjonikidzé, actuelle Vladikavkaz

#### Stepan Shahumyan
Stepan Shahumyan (1878-1918), révolutionnaire bolchevik :
- Arménie :
  - Shahumyan, Ararat
  - Shahumyan, Armavir
  - Shahumyan (en), Erevan
  - Shahumyan, Lorri
  - Stepanavan

- Azerbaïdjan :
  - Chahoumian
  - Şaumyanabad, actuelle Xankəndi (en)
  - Şaumyankənd, actuelle Qaradolaq (en), Ağcabədi
  - Şaumyanovka, actuelle Məmişlər (en), Sabirabad
  - Shaumyan, Daşkəsən
  - Shaumyan, Göygöl
  - Shaumyan-Akhtachi, actuelle Axtaçı (en)

#### Joseph Staline
Joseph Staline
Sous le pouvoir de Joseph Staline (entre 1922 et 1953), de nombreux lieux, principalement des villes d'Union soviétique et d'autres pays communistes, sont nommés ou renommés en son honneur dans le cadre d'un culte de la personnalité. La plupart de ces lieux sont revenus à leur nom antérieur après le 20e congrès du parti communiste de l'Union soviétique en 1956 ou après le début de la déstalinisation en 1961.

#### Iakov Sverdlov
Iakov Sverdlov (1885-1919), révolutionnaire bolchevik :
- Arménie :
  - Sverdlov

- Russie :
  - Sverdlovsk, actuelle Iekaterinbourg

#### Valeri Tchkalov
Valeri Tchkalov (1904-1938), pilote d'essai soviétique :
- Arménie :
  - Chkalov
  - Chkalovka

- Russie :
  - Tchkalov, actuelle Orenbourg

- Tadjikistan :
  - Tchalovsk (en)

#### Josip Broz Tito
Josip Broz Tito (1892-1980), homme politique yougoslave :
- Bosnie-Herzégovine :
  - Titov Drvar, actuelle Drvar

- Monténégro :
  - Titograd, actuelle Podgorica

- Serbie :
  - Titova Mitrovica, actuelle Kosovska Mitrovica
  - Titovo Užice, actuelle Užice

#### Kliment Vorochilov
Kliment Vorochilov (1881-1969), militaire soviétique :
- Arménie :
  - Imeni Voroshilova, actuelle Hatsik

- Azerbaïdjan :
  - Voroshilovka, actuelle Aşıqlı (en)

- Russie :
  - Vorochilov, actuelle Oussouriisk

- Ukraine :
  - Voroshilovgrad, actuelle Louhansk

#### Samed Vurgun
Samed Vurgun (1906-1956), écrivain :
- Arménie :
  - Samed Vurgun, actuelle Hovk

- Azerbaïdjan :
  - Səməd Vurğun (en)
  - Vurğun (en)

### Arménie

#### Hovhannes Bagramian
Hovhannes Bagramian (1897-1982), maréchal de l'Union soviétique :
- Baghramyan, Ararat
- Baghramyan, Armavir
- Baghramyan, Etchmiadzin

#### Lavrenti Beria
Lavrenti Beria (1899-1953), homme politique soviétique :
- Imeni Beriya, actuelle Mayisyan
- Imeni Beriya, actuelle Shahumyan

#### Ghukas Ghukasian
Ghukas Ghukasian (hy) (1899-1920), révolutionnaire arménien :
- Ghukasavan
- Ghukasyan, actuelle Ashotsk

#### Sargis Lukashin
Sargis Lukashin (en) (1887-1937), homme politique arménien :
- Lukashin, Armavir
- Lukashin (en), Erevan

#### Suren Spandaryan
Suren Spandaryan (1882-1916), révolutionnaire bolchevik :
- Spandaryan, Shirak
- Spandaryan, Syunik
- Spandaryan, actuelle Silikyan (en)
- Surenavan

#### Alexandre Taïrov
Alexandre Taïrov (1885-1950), directeur de théâtre soviétique :
- Imeni Tairova (en)
- Tairov (en)

#### Autres
- Anushavan : Anushavan Galoyan, héros de la Seconde Guerre mondiale
- Bagratashen : Bagrat Vardanian (1894-1971), héros du travail socialiste
- Batikian, actuelle Gandzak : Batik Batikian (en) (1892–1920), activiste
- Beniamin : Beniamin Galstian, général soviétique
- Charentsavan : Yéghiché Tcharents (1897-1937), poète
- Danushavan, actuelle Aygehat : Danush Shahverdian, homme politique arménien
- Enokavan : Enok Mkrtumian, fondateur de la première cellule du parti communiste dans la région
- Gharibjanyan : Bagrat Gharibjanian, révolutionnaire bolchevik
- Isahakyan : Avetik Issahakian (1875-1957), poète arménien
- Khanjyan : Aghasi Khanjian (1901-1936), premier secrétaire du parti communiste arménien
- Mayakovski : Vladimir Maïakovski (1893-1930), poète russe
- Mikhayelovka : Timofeï Mikhaïlov (1859-1881), révolutionnaire russe
- Mikoyan, actuelle Eghegnazor : Anastase Mikoyan (1895-1978), homme politique soviétique
- Mkhchyan : Liparit Mkhchyan (hy), révolutionnaire
- Mravyan, actuelle Eghipatrush : Askanaz Mravyan (en) (1885-1929), homme politique arménien
- Musayelyan : Sargis Musayelian
- Nahapetavan : Nahapet Kurghinian, révolutionnaire
- Sarukhan : Hovhannes Sarukhanian (hy) (1882-1920), révolutionnaire bolchevik
- Shavarshavan, actuelle Koti : Shavarsh Amirkhanian (1884–1959), chef du précurseur du KGB arménien

### Azerbaïdjan

#### Ali Bayramov
Əli Bayramov (az) (1889-1920), révolutionnaire bolchevik
- Əli Bayramlı (en), Kelbadjar
- Əli Bayramlı (en), Qax
- Əli Bayramlı (en), Qazax
- Əli Bayramlı (en), Zaqatala
- Əli Bayramlı, actuelle Şirvan
- Əli Bayramlı, actuelle Əhmədbəyli (en)
- Yeni Əlibayramlı (en)

#### Nariman Narimanov
Nariman Narimanov (1870-1925), homme politique azéri :
- Nərimanovka (en)
- Nərimanabad (en)
- Nərimankənd, actuelle Qoşakənd (en)
- Nərimankənd (en), Biləsuvar
- Nərimankənd (en), Qobustan
- Nərimanov (en), raion de Bakou
- Nərimanov (en), Saatlı
- Promysel Narimanova (en)

#### Autres
- Lüksemburq (en) : Rosa Luxemburg (1871-1919), militante socialiste allemande
- Artiom (en) : Fiodor Sergueïev (1883-1921), révolutionnaire bolchevik sous le pseudonyme « Camarade Artiom »
- Həzi Aslanov (en) : Həzi Aslanov (1910-1945), militaire soviétique
- Kaganovich, actuelle Qaraçuxur : Lazare Kaganovitch (1893-1991), homme politique soviétique
- Musabekov, actuelle Zəhmətkənd (en) : Gazanfar Musabekov (en) (1888-1938), révolutionnaire bolchevik
- Myasnikovabad, actuelle Əliabad (en) : Gabriel Miasnikov (1889-1945), révolutionnaire bolchevik
- Orconikidze, actuelle Turan (en) : Grigory Ordjonikidze (1886-1937), révolutionnaire bolchevik
- Yusif Məmmədəliyev (en) : Yusif Məmmədəliyev (1905-1961), chimiste

### Bosnie-Herzégovine
- Pucarevo, actuelle Novi Travnik : Đuro Pucar (en) (1899-1979), homme politique yougoslvave

### Bulgarie
- Blagoevgrad : Dimitar Blagoev (en) (1856-1924), fondateur du parti communiste bulgare
- Kolarovgrad, actuelle Choumen : Vassil Kolarov (1877-1950), homme politique bulgare
- Sandanski : Yané Sandanski (1872-1915), révolutionnaire bulgare
- Stanké Dimitrov, actuelle Doupnitsa : Stanké Dimitrov (1889-1944), homme politique bulgare
- Tolboukhine, actuelle Dobritch : Fiodor Tolboukhine (1894-1949), militaire soviétique

### Cuba
- Île Ernst Thälmann : Ernst Thälmann (1886-1944), chef du Parti communiste d'Allemagne

### Kazakhstan
- Jamboul, actuelle Taraz : Jamboul Jabayev (1846-1945), poète kazakh
- Panfilov, actuelle Jarkent : Ivan Panfilov (1893-1941), général soviétique
- Satpaïev : Kanych Satpaïev (1899-1964), géologue et premier président de l'Académie des sciences du Kazakhstan

### Kirghizistan
- Chopokov : Douïchenkoul Chopokov, militaire soviétique

### Laos
- Kaysone Phomvihane, autre nom de Savannakhet : Kaysone Phomvihane (1920-1992), homme politique laotien

### Lettonie
- Stučka, actuelle Aizkraukle : Pēteris Stučka (1865-1932), homme politique letton

### Mongolie

#### Horloogiyn Choybalsan
Horloogiyn Choybalsan (1895-1952), dirigeant de la République populaire mongole :
- Choybalsan, sum
- Choybalsan, ville

#### Damdin Sükhbaatar
Damdin Sükhbaatar (1893-1923), révolutionnaire mongol :
- Sükhbaatar, aïmag
- Sükhbaatar (en), district d'Oulan-Bator
- Sükhbaatar, ville
- Oulan-Bator, littéralement « Héros rouge » en mongol

### Monténégro
- Ivangrad, actuelle Berane : Ivan Milutinović (1901-1944), révolutionnaire yougoslave

### Pologne
- Bierutowice, actuelle Karpacz Górny (partie de Karpacz) : Bolesław Bierut (1982-1956), homme politique polonais

### République tchèque
- Gottwaldov, actuelle Zlín : Klement Gottwald (1896-1953), homme politique tchécoslovaque

### Roumanie
- Dr. Petru Groza, actuelle Ștei : Petru Groza (1884-1958), homme politique roumain
- Vasile Roaită, actuelle Eforie : Vasile Roaită (en) (1914-1933), ouvrier ferroviaire roumain

### Russie
- Andropov, actuelle Rybinsk : Iouri Andropov (1914-1984), homme politique soviétique
- Babouchkine : Ivan Babouchkine (1873-1906), révolutionnaire bolchevik
- Boudionnovsk : Semion Boudienny (1883-1973), maréchal soviétique
- Brejnev, actuelle Naberejnye Tchelny : Léonid Brejnev (1906-1982), homme politique soviétique
- Demidov : Yakov Demidov (1889–1918), révolutionnaire bolchevik
- Fourmanov : Dmitri Fourmanov (1891-1926), écrivain russe
- Gorodovikovsk : Oka Gorodovikov (en) (1879-1960), général soviétique
- Gourievsk : Stepan Guryev (en) (1902-1945), général soviétique
- Korolev : Sergueï Korolev (1907-1966), ingénieur soviétique
- Kotovsk : Grigori Kotovski (1881-1925), militaire communiste
- Kropotkine : Pierre Kropotkine (1842-1921), philosophe anarchiste
- Makhatchkala : Magomed-Ali Dakhadaev (ru) dit « Makatch » (1882-1918), révolutionnaire
- Mitchourinsk : Ivan Mitchourine (1855-1935), agronome soviétique
- Nesterov : Sergey Nesterov, héros militaire soviétique
- Noguinsk : Victor Noguine (1878-1924), révolutionnaire bolchevik
- Oustinov, actuelle Ijevsk : Dmitri Oustinov (1908-1984), ingénieur soviétique
- Tcherniakhovsk : Ivan Tcherniakhovski (1906-1945), général soviétique
- Togliatti : Palmiro Togliatti (1893-1964), homme politique italien, l'un des fondateurs du parti communiste italien

### Serbie
- Rankovicevo, actuelle Kraljevo : Aleksandar Ranković (homme politique) (1909-1983), homme politique yougoslave
- Svetozarevo, actuelle Jagodina : Svetozar Marković (1846-1875), socialiste serbe
- Zrenjanin : Žarko Zrenjanin (1902-1942), résistant yougoslave

### Tadjikistan
- Ghafurov (en) : Bobojon Ghafurov (en) (1908–1977), historien tadjik
- Tursunzoda : Mirzo Tursunzoda (en) (1911-1977), poète tadjik

### Ukraine
- Artemivsk, actuelle Bakhmout : Fiodor Sergueïev (1883-1921), révolutionnaire et homme politique soviétique surnommé Camarade Artiom
- Dnipropetrovsk, actuelle Dnipro : Grigori Petrovski (1878-1958), révolutionnaire ukrainien et homme politique soviétique
- Stakhanov, actuelle Kadiïvka : Alekseï Stakhanov (1905-1977), mineur soviétique
- Torez, actuelle Tchystiakove : Maurice Thorez (1900-1964), homme politique français
- Zinovievsk, actuelle Kropyvnytsky : Grigori Zinoviev (1883-1936), révolutionnaire bolchevik
- Vatoutine : Nikolaï Vatoutine (1901-1944), général soviétique

### Viêt Nam
- Hô-Chi-Minh-Ville : Hô Chi Minh (1890-1969), fondateur du parti communiste vietnamien et président de la république démocratique du Viêt Nam